# Donfront
Die Donfront (russisch Донской фронт) war eine Formation der Roten Armee und wurde am 30. September 1942 mit Befehl des sowjetischen Oberkommandos vom 28. September 1942 auf der südwestlichen Richtung durch die Umbenennung der Stalingrader Front gebildet.
Zum Bestand der Donfront gehörten die 1. Garde-, 21., 24., 63. und 66. Armee (ab 22. Oktober auch die 65. Armee), 4. Panzer- und 16. Luftarmee, ab dem 1. Januar 1943 traten auch die 57., 62. und 64. Armee zur Front. Zu Beginn der Stalingrader Strategischen Angriffsoperation betrug die Stärke der Front 307.500 Mann, 161 Panzer, 4.177 Geschütze und 202 Flugzeuge. Im Oktober und der ersten Hälfte des Novembers 1942 führte die Front im Rahmen der Operation Uranus Angriffs- und Verteidigungsoperationen gegen die rumänische 3. Armee nördlich von Stalingrad durch, was den Gegner dazu zwang, einen Teil seiner Kräfte nach dem Norden zu verlegen und damit den Angriff auf die aus der Südostfront gebildeten neuen Stalingrader Front zu schwächen. Ab 19. November 1942 unterstützte die Donfront die Stalingrader Strategische Angriffsoperation der Südwest- und der Stalingrader Front die die Einschließung einer 330.000 Mann starken gegnerischen Gruppierung zur Folge hatte. Im Verlauf der Operation Kolzo („Ring“) wurde zwischen dem 10. Januar und 2. Februar 1943 die deutsche 6. Armee im Kessel von Stalingrad vernichtet.
Am 15. Februar 1943 wurde die Donfront auf Befehl des sowjetischen Oberkommandos vom 5. Februar 1943 in Zentralfront umbenannt.

## Oberkommando
- Generalleutnant K. K. Rokossowski (ab Januar 1943 Generaloberst)
- Korpskommissar A. S. Scheltow (Mitglied des Militärrats, September – Oktober 1942)
- Brigadekommissar A.I. Kiritschenko (Mitglied des Militärrats, Oktober – Dezember 1942)
- Generalmajor K.F. Telegin (Mitglied des Militärrats, Dezember 1942 – Februar 1943).
- Generalmajor M.S. Malinin (Chef des Stabes, ab Dezember 1942 Generalleutnant).